# Дельвиль, Жан
Жан Дельвиль (фр. Jean Delville; 19 января 1867[…] или 19 января 1867, Лёвен, Брабант — 19 января 1953[…] или 19 января 1953, Форе/Ворст) — бельгийский художник-символист, писатель, оккультист и теософ.

## Биография
Дельвиль родился 19 января 1867 года.
Его матерью была Барбе Либерт (1833—1905). Дельвиль никогда не знал своего настоящего отца. Он носил фамилию матери, пока она не вышла замуж за чиновника, работавшего в Лёвене, Виктора Дельвиля (1840—1918). Учился живописи в Королевской Академии изящных искусств в Брюсселе, а также затем в Риме, Париже и Лондоне. Главное литературное произведение, созданное Дельвилем «Dialogue entre nous. Argumentation kabbalistique, occultiste, idealiste» (Диалог между нами. Аргументация каббалиста, оккультиста, идеалиста, 1895), посвящено пропаганде идей мистики и оккультизма. В 1892 году Дельвиль организует вместе с символистами Эмилем Фабри и Ксавье Меллери художественную группу Cercle pour l’Art (Круг чистого искусства). В 1887/88 он знакомится в Париже с известным оккультистом Пеладаном и сотрудничает с ним вплоть до 1895 года. В 1892 году, под влиянием Пеладана, Дельвилль создаёт Салон идеалистического искусства. Между 1892 и 1895 устраивает свои выставки в пеладановском Салоне Роза+Крест. В конце 1890-х годов он вступает, а в 1910 году становится секретарём Теософического общества Адьяр.
Длительное время творчество Дельвиля было забыто, но в наши дни ему возвращено внимание искусствоведов и интерес любителей живописи. Его идеалистические и эзотерические работы рассказывают зрителю о временах тайных страстей и запретных чувственных удовольствий; это поэзия, рассказывающая о колдовской атмосфере, в которой созревают порывы мятущейся человеческой души.